# Aaron Plessinger
Aaron Plessinger (Hamilton, Ohio, 25 januari 1996) is een Amerikaans motorcrosser.

## Carrière
Plessinger begon zijn professionele carrière bij het Yamalube Star Racing Yamaha-team in 2015. Beginnend in de 250SX West-categorie wist Plessinger op de vijfde plaats te eindigen tijdens zijn AMA Supercross Championship-debuut, een resultaat dat hij in de volgende ronde zou herhalen. Een paar ronden later zou hij in Anaheim zijn eerste professionele supercrosspodium pakken, met een derde plaats achter Cooper Webb en Jessy Nelson. Het AMA National Motocross Championship 2015 zou het indrukwekkende professionele debuutseizoen van Plessinger voortzetten, waarbij hij consequent in de top-10 eindigde voordat hij zijn eerste algemene podium behaalde met een derde plaats in Washougal. In de laatste wedstrijd wist Plessinger een tweede plaats te behalen in de eerste race en won hij de tweede race, waarmee hij zijn eerste eindoverwinning in AMA Motocross boekte.
Tijdens het AMA Supercrosskampioenschap 2016 zou Plessinger naar de 250SX East-klasse verhuizen en uiteindelijk als tweede eindigen achter kampioen Malcolm Stewart. Als onderdeel hiervan behaalde hij zijn eerste professionele supercross-overwinning in Indianapolis, naast drie andere podia. In het AMA-motorcrosskampioenschap zou Plessinger een vijfde plaats in het kampioenschap behalen, inclusief een raceoverwinning in de laatste ronde. Plessinger verkaste voor 2017 terug naar de 250SX West-klasse, waar hij als derde zou eindigen en een overwinning zou behalen in Seattle en nog vijf andere podia. Dit zou worden ondersteund door zijn beste motorcrossseizoen tot nu toe, waarbij hij als vierde eindigde in het klassement en zijn tweede algemene overwinning behaalde in Tennessee.
Voor Plessinger zou 2018 zijn meest succesvolle seizoen tot nu toe zijn. Hij zou de 250SX West-titel veroveren en vier overwinningen behalen na een hevige strijd met Adam Cianciarulo. In de zomer zou Plessinger de 250-klasse in het AMA National Motocross Championship 2018 winnen met 110 punten meer dan zijn naaste rivaal en met zes algemene overwinningen op zijn naam. Plessinger ontving zijn eerste oproep om voor zijn land te rijden tijdens de Motorcross der Naties 2018 in RedBud.
Plessinger stroomde in 2019 door naar de 450-klasse voor zowel de supercross als motorcross. Hij zou een consistente start hebben van zijn eerste supercross-campagne in de 450-klasse, met als beste plaats een vijfde plaats in Atlanta. Een gebroken hiel opgelopen tijdens de Daytona International Speedway-ronde betekende echter dat hij de tweede seizoenshelft miste, evenals de eerste helft van zijn debuut in het 450 motorcrosskampioenschap. In het door COVID-19 getroffen supercrosskampioenschap 2020 stond Plessinger 11de in het eindklassement met als beste finish een zesde in Daytona. Een polsblessure tijdens een training voorafgaand aan het motorcrosskampioenschap sloot hem uit voor het gehele seizoen. 2021 zou Plessinger's laatste seizoen op een Yamaha zijn. Hij verbeterde zich aanzienlijk in de 450-klasse in supercross en eindigde als vijfde in het eindklassement en een podium in Daytona. Hij kende een sterke start van het AMA National Motocross Championship 2021, met een derde overall in de openingswedstrijd. Dit resultaat werd herhaald in ronde vier, maar hij miste het laatste deel van het seizoen vanwege een blessure.
Voor 2022 tekende Plessinger een tweejarige overeenkomst met het Red Bull KTM Factory Racing Team. Hij maakte een sterke start van het AMA Supercross Championship 2022, met een tweede plaats in ronde twee. Een oefencrash voor ronde acht sloot hem echter uit met een gebroken arm voor de rest van het seizoen. Hij slaagde erin weer fit te worden voor het motorcrosskampioenschap, waar hij twee podiumplaatsen behaalde op weg naar de zevende plaats in het eindklassement. Plessinger begon 2023 door als zevende te eindigen in het eindklassement van het AMA Supercross Championship 2023. Dit omvatte twee podia en leidde het grootste deel van de ronde in Detroit voordat hij crashte.

## Palmares
- AMA 250cc Nationals: 2018
- AMA 250cc SX West: 2018
- AMA 250cc SX West: 2017
- AMA 250cc SX East: 2016